# Westerstraat 184-198 (Amsterdam)

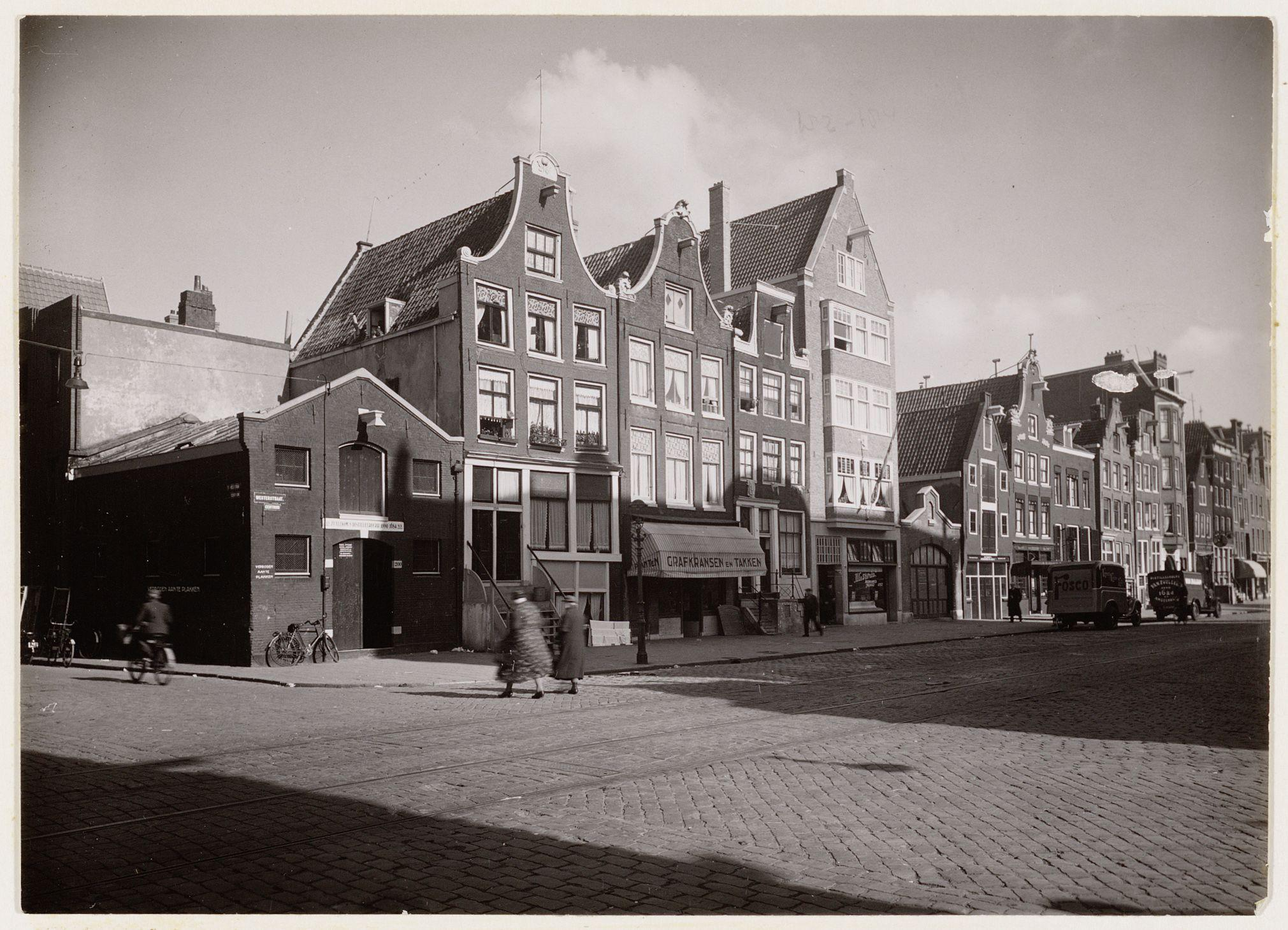
Huisnummer 184 is vernieuwd; de andere nog niet (maart 1937)

Westerstraat 184-198 wordt gevormd door een aantal aaneengebouwde bouwwerken aan de Westerstraat in Amsterdam-Centrum.

## Geschiedenis
De eerste woningen werden hier gebouwd tijdens de Derde uitleg van Amsterdam. Er is dan nog geen sprake van een straat maar van de Anjeliersgracht met kaden. In de beginjaren dertig staan er op die huisnummers (die werden pas in de 19e eeuw gegeven) plek vijf huizen, die steeds schever komen te staan bij gebrek aan voldoende fundering en of onderhoud. De huisjes hadden klassieke gevels zoals bij meerdere grachtenpanden het geval was. Een aantal woonetages werd afgesloten met een opslagplaats op zolder met een luik en een hijsbalk ervoor. 
Het huis op nummer 184 was opvallend (zeker begin 20e eeuw).. Het was slechts één deur en één raam breed en had twee opslagverdiepingen. Bovendien gaf het souterrain (ingang onder het borden en buitentrap) toegang tot de Engelschmansteeg/Engelschmangang. Het was een corridor naar de achterliggende panden 186-192, die op binnenterreinen stonden. Het gebouw stond dermate verzakt dat het de vorm had gekregen van een parallellogram.

## Nieuwbouw
In de jaren dertig was de situatie niet langer houdbaar. Allereerst gingen de twee rechter panden tegen de vlakte. Er kwam in 1935 een gebouw ontworpen door Jacob Dunnebier, die volgens de traditie liet bouwen maar ook moderne stijlen integreerde. Zo kwam op 184-186 een gebouw met tuitgevel en brede ramen in een rechthoekige erker, die gangbaar waren binnen de Amsterdamse School. Ook de pui van de bedrijfseenheid op de begane grond met glas-in-lood en gesneden hout doet aan die stijl denken. In navolging daarop werden ook de gebouwen ten westen van 184-186 gesloopt en vernieuwd. Het gebouw 194-196 kreeg eenzelfde mengeling van bouwstijlen mee. Ook hier zijn er relatief brede raampartijen; in dit geval onder een trapeziumvormige gevel. Dat brede gebouw dateert uit 1939. Tot slot kwam gebouw met huisnummer 198, dat ook enigszins aan de Amsterdamse School doet denken, maar hier zijn de raampartijen verschoven naar een erker in trapeziumvorm. Het ontwerp kwam van Justus Hendrik Scheerboom.
Alle drie de gebouwen werden in 2006 tot gemeentelijk monument verklaard.

## Gevelstenen
Vanuit de oudbouw kwamen twee gevelstenen mee. Omdat de geschiedenis van de oorspronkelijke gebouwen tot midden 18e eeuw terugvoert, was ook in de 21e eeuw niet precies te achterhalen wat ze weergeven. 

### Moriaanshoofd
In de gevel van huisnummer 184 is een grijze gevelsteen verwerkt, waarvan de geschiedenis vanaf 1740 is achterhaald. Het werd bij een akte van scheiding genoemd (twee huizen en erven op de Anjeliersgracht naast elkaar, in welks grootste een Moriaanshoofd in de gevel staat. Of het daadwerkelijk een moriaan weergeeft is echter de vraag. Kenners vonden het (achteraf) een weergegeven hoofd dat niet in het tijdsbeeld van de 18e eeuw gebruikelijk was. De typische stereotypen zoals dikke lippen, kroeshaar etc. ontbreken. Het enige dat verwijst naar een moriaan zou de slavenband om de nek zijn.

## Oranje Appel
Uit gebouw 198 kwam mee een gevel steen waarbij onderste boven een appel met steel een blaadjes is afgebeeld. Aan weerszijden van de steel staan 17 en 49 met daaronder de tekst ORANJE APPEL. De steen diende eerste als versiering van het fronton van de oudbouw, maar werd bij vernieuwing in de erker gezet.